# Подруги (фільм, 1955)
«Подруги» (італ. Le amiche) — італійський фільм-драма 1955 року, поставлений режисером Мікеланджело Антоніоні. Прем'єра стрічки відбулася 6 вересня 1955 року на Венеційському міжнародному кінофестивалі, де вона здобула Срібного лева .

## Сюжет
Клелія приїжджає в Турин на відкриття філії римського будинку мод. Її сусідка по готельному номеру Розетта намагається накласти на себе руки: так Клелія знайомиться з подругами Розетти. Одна, гуляща і цинічна Моміна, постійно свариться з чоловіком і шукає нових коханців: серед них — Чезаре, архітектор, працюючий на Клелію. Є ще Нене, художниця по кераміці; вона у шлюбі за художником Лоренцо, через якого хотіла накласти на себе руки Розетта. Нарешті, є юна Маріелла, що фліртує з усіма мужиками підряд, але зберігає вірність нареченому. Розетта, якій Клелія знаходить роботу, освідчується Лоренцо в коханні і за намовлянню Моміни вступає з ним у зв'язок. Але Лоренцо не кохає її і повертається до дружини. Розетта топиться. Приголомшена Клелія винить в її смерті Моміну і себе. Вона розлучається з помічником Чезаре Карло, відмовившись від кохання заради роботи та незалежності. Карло дозволяє їй повернутися до Рима.

## У ролях
| • Елеонора Россі Драго | … | Клелія   |
| • Габріеле Ферцетті    | … | Лоренцо  |
| • Франко Фабріці       | … | Чезаре   |
| • Валентіна Кортезе    | … | Нене     |
| • Івонн Фурно          | … | Моміна   |
| • Мадлен Фішер         | … | Розетта  |
| • Анна Марія Панкані   | … | Маріелла |
| • Етторе Манні         | … | Карло    |

## Знімальна група
- Автори сценарію — Мікеланджело Антоніоні, Сузо Чеккі д'Аміко, Альба Ді Чеспедес за оповіданням Чезаре Павезе «Серед жінок» (італ. Tra donne sole)
- Режисер-постановник — Мікеланджело Антоніоні
- Продюсер — Джованні Аддессі
- Оператор — Джанні Ді Венанцо
- Композитор — Джованні Фуско
- Монтаж — Еральдо Да Рома
- Художник-постановник — Джанні Полідорі
- Художник по костюмах — Енцо Булгареллі
- Художник-декоратор — Джанні Полідорі

## Нагороди та номінації
| Список нагород та номінацій                       | Список нагород та номінацій | Список нагород та номінацій                    | Список нагород та номінацій | Список нагород та номінацій | Список нагород та номінацій |
| Кінопремія                                        | Рік                         | Категорія                                      | Номінант(и)                 | Результат                   |                             |
| ------------------------------------------------- | --------------------------- | ---------------------------------------------- | --------------------------- | --------------------------- | --------------------------- |
| Венеційський міжнародний кінофестиваль            | 1955                        | Золотий лев                                    | Подруги                     | Номінація                   |                             |
| Венеційський міжнародний кінофестиваль            | 1955                        | Срібний лев за найкращий фільм                 | Мікеладжело Антоніоні       | Перемога                    |                             |
| Італійський національний синдикат кіножурналістів | 1956                        | Срібна стрічка за найкращу режисерську роботу  | Мікеладжело Антоніоні       | Перемога                    |                             |
| Італійський національний синдикат кіножурналістів | 1956                        | Срібна стрічка найкращій акторці другого плану | Валентина Кортезе           | Перемога                    |                             |
| Італійський національний синдикат кіножурналістів | 1956                        | Срібна стрічка за найкращу операторську роботу | Джанні Ді Венанцо           | Перемога                    |                             |
| Премія Золотий кубок (Італія)                     | 1956                        | Найкращий режисер                              | Мікеладжело Антоніоні       | Перемога                    |                             |
| Премія Золотий кубок (Італія)                     | 1956                        | Найкраща акторка                               | Валентина Кортезе           | Перемога                    |                             |